# Turkanillus
Turkanillus is een geslacht van kevers uit de familie van de loopkevers (Carabidae). De wetenschappelijke naam van het geslacht is voor het eerst geldig gepubliceerd in 1956 door Coiffait.

## Soorten
Het geslacht Turkanillus is monotypisch en omvat slechts de volgende soort:
- Turkanillus strinatii Coiffait, 1956